# Waterloomedaille (Saksen-Coburg-Saalveld)
Het midden-Duitse hertogdom Saksen-Coburg-Saalfeld stelde in 1815 de Waterloomedaille, twee medailles, in voor de vrijwilligers en officieren die in het Ve Duitse Legerkorps ten strijde trokken om Napoleon I te verslaan. In de Slag bij Waterloo werd het Franse leger overwonnen en uiteengeslagen.
De ronde gietijzeren medaille voor de officieren heeft een brede zilveren rand en de medaille voor de manschappen een smalle zilveren rand. Het gebruik van gietijzer was typisch voor die periode. In Pruisen werd een IJzeren Kruis (met zilveren montuur) uitgereikt en vaderlandslievende Duitse dames hadden onder het motto "Ich gab mein Gold für Eisen" hun sieraden opgeofferd voor de krijgskas. Een groot deel van Duitsland leefde in een roes van patriottisme en een romantisch terugverlangen naar de geïdealiseerde puurheid en vrijheid van de oude Germanen. Deze onderscheiding draagt de sporen van de romantiek in materiaal en ontwerp. De letters zijn in Gotisch schrift, twee losgemaakte ketenen binden zeven speren, symbool van eenheid, tezamen.
Het rondschrift luidt EINIGKEIT MACHT STARK - VATERLANDSLIEBE UNÜBERWINDLICH. Op de keerzijde staat een inscriptie.
De medailles werden aan een zwart-groen-geel-zwart-geel-groen-zwart lint op de linkerborst gedragen.

## Andere Waterloomedailles
Frankrijk heeft geen medaille ingesteld voor de Franse veteranen. Na de dood van Napoleon werd door Napoleon III in 1857 een bronzen Sint-Helenamedaille geslagen voor alle overlevenden van zijn oorlogen.
Nederland kwam pas in 1863 met een klein Waterlookruis voor de weinige nog in leven zijnde veteranen van de veldtochten en gevechten van 1813 tot 1815.
- Waterloomedaille (Verenigd Koninkrijk))
- Waterloomedaille (Brunswijk)
- Waterloomedaille (Nassau)
- Waterloomedaille (Hannover)